# Курфюршество Гессен
Курфюршество Гессен (нем. Kurfürstentum Hessen), также сокращённо Кургессен (нем. Kurhessen) — название, широко используемое с 1815 года для ландграфства Гессен-Кассель, правитель которого в 1803 году стал курфюрстом (нем. Kurfürst, букв. — «князь-выборщик», от Kür — «выбор, избрание» и Fürst — «князь»). В более широком смысле, под Курфюршеством Гессен понимали все территории, управляемые курфюрстом, которые были переданы под единое управление только в результате административной реформы 1821 года. Распущено Наполеоном в 1807 году, после чего большая часть территории курфюршества стала частью Вестфальского королевства. Восстановлено в соответствии с резолюциями Венского конгресса в 1814—1815 годах и затем было членом Германского союза до аннексии Пруссией в 1866 году. В исторических исследованиях Курфюршество Гессен часто называют Гессен-Кассель, чтобы отличить его от Великого герцогства Гессен, оно же Гессен-Дармштадт.

## История

Большой герб Курфюршества Гессен

### Предыстория

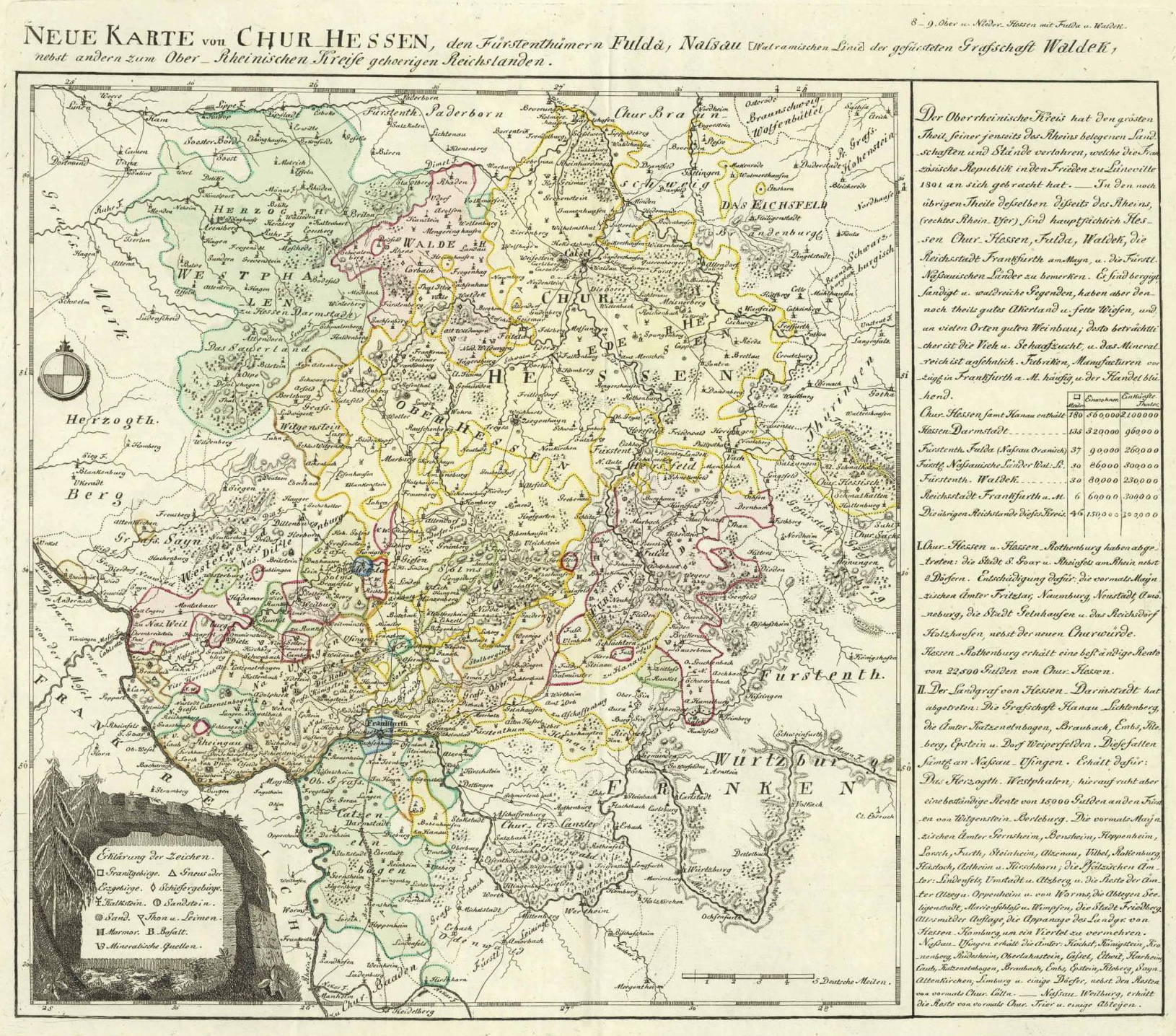
Кургессен в 1803 году

Ландграфство Гессен-Кассель было создано в 1567 году в результате разделения ландграфства Гессен после смерти ландграфа Филиппа I Великодушного. Старший сын Филиппа, Вильгельм IV, получил около половины территории, включая столицу Кассель, по которой новое ландграфство и получило название Гессен-Кассель. После того как пресеклись братские линии ландграфов Гессен-Марбург и Гессен-Райнфельс в течение одного поколения их владения перешли к ландграфам Гессен-Кассель и Гессен-Дармштадт.

### Последние годы в Священной Римской империи

Герб Курфюршества Гессен в 1803—1815 годах

Одновременно с Заключительным постановлением Имперской депутации в 1803 году и секуляризацией духовенства ландграф Гессен-Кассельский Вильгельм IX был избран курфюрстом как Вильгельм I Священной Римской империи германской нации. Название Курфюршество Гессен или Кургессен для территорий, находящихся под его контролем, произошло от этого личного повышения в ранге, однако, эти земли не находилось под единым управлением до 1821 года. Императорское княжество, к правителю которого было привязано курфюрстское достоинство, по-прежнему оставалось ландграфством Гессен-Кассель, и в случае пресечения линии Гессен-Кассель, титул курфюрста перешёл бы к Дармштадтской линии Дома Гессен. Однако новому курфюрсту не пришлось голосовать: три года спустя Священная Римская империя германской нации распалась.
Заключительное постановление Имперской депутации принесло новому курфюрсту не только повышение, но и территориальные выгоды. К ним относятся анклавы Амёнебург, Нойштадт, Фрицлар и Наумбург в Верхнем и Нижнем Гессене (Марбург и Кассель), а также Катценберг на северной окраине Фогельсберга, которые были объединены в так называемое княжество Фрицлар, а также бывшие фульдские округа Зальмюнстер, Ульмбах, Херольц и Ромстале и майнцские деревни Гроскроценбург и Гроссаухайм. Формально существовавший контроль империи над имперским городом Гельнхаузен был отменен в пользу гессенского курфюрста. Ландграф фактически владел городом со времен наследование Ханау в 1736 году. В 1806 году графы Дегенфельд передали гессенскому курфюрсту Рамхольц.
Курфюрст Вильгельм I не присоединился к Рейнскому союзу, в которой доминировал Наполеон, и пытался оставаться нейтральным. Перед началом Войны четвёртой коалиции он безрезультатно заключил союз с Пруссией, но после нападения французов на Пруссию заявил о нейтралитете, полностью не понимая своего положения. Вслед за этим Наполеон оккупировал страну и после Тильзитского мира в 1807 году ликвидировал Кургессен, передав почти все его территории Вестфальскому королевству, созданному декретом Наполеона I от 18 августа 1807 года для его брата Жерома.

### Германский союз
После падения наполеоновской империи Кургессен был восстановлен. Курфюрст Вильгельм I тщетно пытался на Венском конгрессе получить титул «Короля хаттов» (нем. Königs der Chatten), названный в честь древнегерманского племени, некогда жившего на территории Нижнего и Верхнего Гессена. Он сохранил титул «курфюрст», но теперь ему было разрешено называться лишь «королевское высочество», а не «величество». Помимо ландграфства Гессен и бывшего графства Цигенхайн, Кургессену также принадлежали княжества Фрицлар, Ханау и Херсфельд. Кроме того, частью Кургессена являлись несколько эксклавов, например, графство Шаумбург около Ринтельна (с 1640 года) и владение Шмалькальден (с 1360/1583 годов) в сегодняшней Тюрингии.
В 1816 году территория бывшего княжества-епископства Фульда как Великое герцогство Фульда и княжество Изенбург перешла под верховную власть курфюрста и с 1822 года стала частью Гессена. Титул правящего принца теперь был: курфюрст и суверенный ландграф Гессен, великий герцог Фульда, князь Херсфельд, князь Ханау, князь Фрицлар и князь Изенбург, граф Катценельнбоген, граф Дицский, граф де Цигенхайн, граф цу Нидда, граф цу Шаумбург и так далее. Княжество Изенбург, переданное Австрией Великому герцогству Гессен в середине 1816 года, было разделено между двумя гессенскими правителями в день передачи власти на основе соглашения о территориальной компенсации. Кургессен получил около половины северной части княжества Изенбург (Изенбург—Бирштайн), просуществовавшего до 1806 года.

### Внутренняя политика

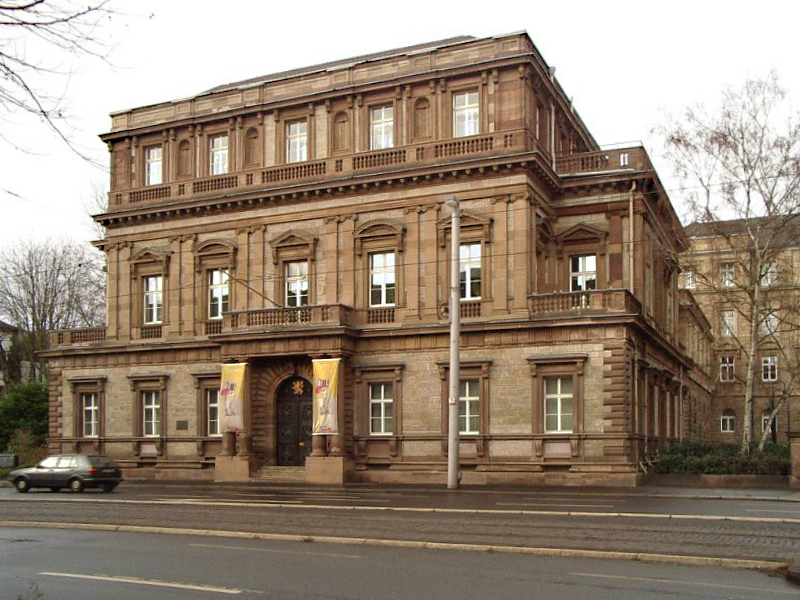
Здания гессенского парламента в Касселе

После освобождения Кургессена от наполеоновских войск курфюрст Вильгельм I проводил политику пересмотра, направленную на отмену большей части того, что было внесено в наполеоновский период. Внешним формальным признаком этого было то, что в обращение в армии и при дворе вновь был введён парик с косичкой.
И Вильгельм I, и, прежде всего, оба его преемника, Вильгельм II и Фридрих Вильгельм, неоднократно вступали в конфликты с усиливающейся буржуазией. Как во время июльской революции 1830 года, так и в ходе «Весны народов» 1848 года, были вспышки насилия. В 1831 году при участии марбургского конституционного юриста Сильвестра Йордана была принята конституция Гессена 1831 года: одна из самых прогрессивных конституций в Европе. Ключевым моментом было создание Гессенской земельной ассамблеи. Оба раза, после того как революция утихала, курфюрсты и назначенные ими консервативные правительства наносили ответный удар, отменяя прогрессивное законодательство. Самым известным главой правительства был Людвиг Хассенпфлуг, который дважды, в 1832—1837 и 1850—1855 годах, был министром внутренних дел и юстиции.
В 1850 году разразился конституционный кризис. Курфюрсту Фридриху Вильгельму удалось отменить либеральную конституцию, но только ценой вмешательства иностранных, баварско-австрийских оккупационных войск, поскольку гессенские военные отказались поддержать консервативную контрреволюцию, сохранив верность присяге конституции. К тому же этим шагом курфюрст полностью потерял доверие буржуазии. Вдобавок, на репутации гессенских курфюрстов негативно сказались их любовные романы, которые была неприемлемы в условиях буржуазной морали и острых конфликтов поколений. Так, у Вильгельма I было больше двадцати детей, по крайней мере, от трёх любовниц. Его сын, Вильгельм II, оставил свою жену, прусскую принцессу Августу, которая родила ему шестерых детей, и стал жить с простолюдинкой Эмилией Ортлёпп, которую позже сделал графиней фон Райхенбах-Лессониц). Внук, Фридрих Вильгельм, вступил в морганатический брак с Гертрудой Фалькенштейн, которая для этого развелась со своим мужем, прусским лейтенантом Леманом, и дал ей титул графини Шаумбург, а затем сделал княгиней Ханау фон унд цу Горовиц.

### Экономика
В экономике Кургессена доминировало сельское хозяйство. Единственным регионом, который пережил раннюю индустриализацию, была самая южная часть страны, княжество Ханау, а с 1821 года — провинция Ханау с городами Боккенхайм (ныне район Франкфурта-на-Майне) и Ханау. Это привело к ориентации экономики в большей степени на Франкфурт-на-Майне и южную Германию. В 1841 году северогерманский талер окончательно стал доминировать на всей территории Кургессена, а южная государственная граница стала де-факто валютной границей с областью гульдена. Вдобавок в Касселе провалилась структурная политика правительства. Например, железнодорожная система развивалась слишком поздно и медленно. Кроме того, правительство решило строить первую железную дороги с севера на юг из Касселя во Франкфурт через Верхний Гессен, провинцию Великого герцогства Гессен, вместо того, чтобы выбирать маршрут через Фульду и Ханау. В результате, Фульда оставалась без железнодорожного сообщения вплоть до момента прусской аннексии.

### Аннексия Пруссией
В ходе австро-прусско-итальянской войны 1866 года Кургессен поддержал Австрию, оказавшись в итоге на проигравшей стороне. В результате, курфюршество было оккупировано и аннексировано Пруссией. Ещё до заключения Пражского мира 23 августа 1866 года и за два дня до создания Северогерманского союза прусский король Вильгельм 16 августа 1866 года объявил обеим палатам прусского парламента о намерении навсегда присоединить к прусской монархии Ганновер, Гессен-Кассель, Нассау и город Франкфурт-на-Майне. Обе палаты дали на это своё конституционное одобрение. Соответствующий закон, принятый обеими палатами прусского ландтага, был подписан королём 20 сентября 1866 года. Он предусматривал, что на вышеупомянутых территориях прусская конституция должна вступить в силу 1 октября 1867 года.
Население Кургессена не оказало достойного упоминания сопротивления аннексии. Накануне предпринимались усилия со стороны гессенской буржуазии, чтобы управлять этим процессом, поддерживать его и избавиться от нелюбимого курфюрста. В результате, Фридрих Вильгельм отправился в ссылку в Богемию. После аннексии курфюршество Гессен, герцогство Нассау, гессен-дармштадтский район Биденкопф и Вольный город Франкфурт после незначительных корректировок границ были объединены в 1868 году в прусскую провинцию Гессен-Нассау, в которой бывшее курфюршество Гессен вошло округ Кассель, образованный в 1867 году. В 1944 году была образована провинция Кургессен, но без округов Шмалькальден, Ханау, Шлюхтерн и Гельнхаузен.

### Земля Гессен
19 сентября 1945 года бывшая прусская провинция Гессен-Нассау вошла в состав только что образованной земли Большой Гессен (нем. Groß-Hessen), которая в 1946 году была переименована в Гессен.

## Административная структура
21 августа 1821 года Кургессен был разделен на четыре провинции и 22 района в административных целях. Две провинции Нижний Гессен (нем. Niederhessen; столица в Касселе) и Верхний Гессен (нем. Oberhessen; Марбург) были расположены на северо-западе страны. На юго-востоке находилась провинция Фульда, которая возникла из княжества-епископа Фульда, с эксклавом, ранее принадлежавшим графству Хеннеберг, округом Херршафт Шмалькальден, а к югу от него находилась провинция Ганау, которая была образована из бывшего княжества Ганау. Графства Графшафт Шаумбург и Шмалькальден располагались как эксклавы за пределами основной территории на территории нынешних Нижней Саксонии и Тюрингии. С этой административной реорганизацией было связано отделение судебной власти от исполнительной.
31 октября 1848 года были упразднены земли и округа Гессен. На смену им пришли девять районов и 21 административный округ. Уже 15 сентября 1851 года эта реформа была отменена и восстановлено административное устройство 1821 года. Это районное деление сохранилось даже после аннексии Пруссией. Большинство районов, созданных в 1821 году, просуществовали до региональной реформы в Гессене в 1970-х годах (с 1945 года в Большом Гессене, а затем в Гессене как земельные районы).

## Курфюрсты
| Годы царствования | Курфюрст            | Годы жизни  | Прим. |
| ----------------- | ------------------- | ----------- | --- |
| 1785—1821         | Вильгельм I         | (1743—1821) | Под именем Вильгельм IX был графом Ганау (1760—1785; регентом первые четыре года царствования Вильгельма была его мать — Мария Ганноверская), с 1764 года — регент, а с 1785 года — ландграф Гессен-Кассельский (также как Вильгельм IX), с 15 мая 1803 года — под именем Вильгельм I — курфюрст Гессенский. С 1806 по 1813 год, во время наполеоновских войн, был в изгнании. После Венского конгресса имел — как и все другие монархи Германского союза — личный титул «Королевское Высочество». |
| 1821—1847         | Вильгельм II        | (1777—1847) | Курфюрст Гессена с 1821 года, ландграф Гессен-Касселя. Бежал из Касселя в 1831 году после революции, поручив своему сыну (формально в качестве «соправителя») управление страной на время своего отсутствия в столице. Поскольку в Кассель он не вернулся, это оказалось фактическим отречением от власти. |
| 1847—1866         | Фридрих Вильгельм I | (1802—1875) | Курфюрст Гессена в период 1847—1866 годов, ландграф Гессен-Касселя. С 1831 года был формально соправителем своего отца. Уехал в изгнание после прусской аннексии в 1866 году. Умер в 1875 году, не оставив наследника престола. |

## Название Кургессен сегодня
Название «Кургессен» до сих пор используется как региональное название, например, в названии Евангелической церкви Кургессен-Вальдека (поместная церковь Евангелической церкви Германии), которая примерно охватывает старую территорию Кургессена, включая эксклав Шмалькальден и Вальдек. Старое название также используется как название термальных ванн Кургессен-Терме (Бад Вильгельмсхёэ в Касселе) или железной дороги Кургессенбан.